# Eurema albula
Eurema albula es una especie de mariposa, de la familia de las piérides, que fue descrita originalmente con el nombre de Papilio albula, por Cramer, en 1775, a partir de ejemplares procedentes de Surinam.

## Distribución
Eurema albula está distribuida entre las regiones Neotropical, Neártica y ha sido reportada en 13 países.

## Plantas hospederas
Las larvas de E. albula se alimentan de plantas de la familia Fabaceae. Entre las plantas hospederas reportadas se encuentran Parkinsonia aculeata, Senna alata, Senna cobanensis, Senna hayesiana, Senna obtusifolia, Senna pallida y Senna papillosa.